# Coenites
Genre
Coenites est un genre éteint de coraux de la famille éteinte des Coenitidae, de l'ordre éteint des Favositida et de la sous-classe éteinte des Tabulata ou coraux tabulés.

## Liste des espèces
Les différentes espèces se retrouvent dans des terrains datant du Silurien au Carbonifère, avec une répartition mondiale.
Selon Fossilworks, il y a 3 espèces: † Coenites dunginensis Sharkova, 1981, † Coenites juniperinus (type) et † Coenites sharaobensis Sharkova, 1981. 
Pour Interim Register of Marine and Nonmarine Genera, il y a 8 espèces : † Coenites clathratus Haime & Milne-Edwards, † Coenites crassus (Rominger), † Coenites expansus De Koninck, 1876, † Coenites gippslandica Chapman, 1907, † Coenites interlextus Eichwald, † Coenites intertextus Eichwald, † Coenites juniperinus Haime & Milne-Edwards et † Coenites linearis Haime & Milne-Edwards.
L'espèce † Coenites elegans a été quant à elle décrite par Mironova en 1974 dans l'Altaï.